# Polesie (gmina Łyszkowice)
Polesie – wieś w Polsce położona w województwie łódzkim, w powiecie łowickim, w gminie Łyszkowice. Leży nad rzeczką Zwierzyniec. 
W latach 1975–1998 miejscowość należała administracyjnie do województwa skierniewickiego.